# Braunsapis flavitarsis
Braunsapis flavitarsis là một loài Hymenoptera trong họ Apidae. Loài này được Gerstäcker mô tả khoa học năm 1870.